# Renaud Garcia-Fons
Renaud Garcia-Fons (Parigi, 24 dicembre 1962) è un contrabbassista e compositore francese.

## Carriera

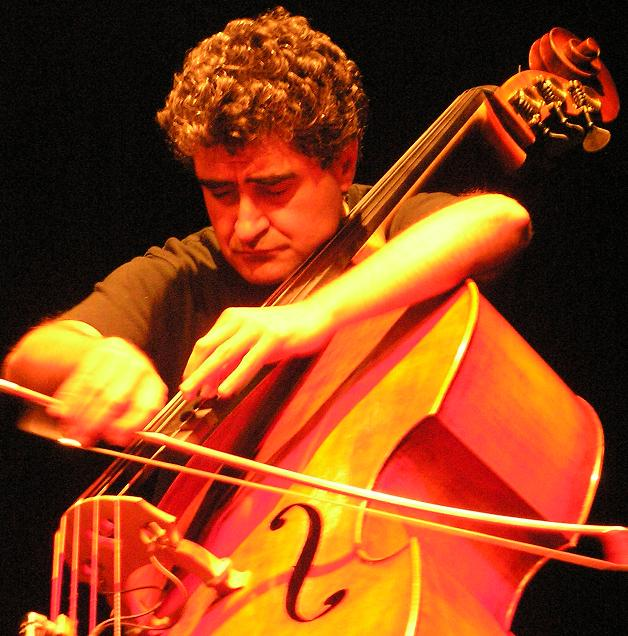
Garcia-Fons

Garcia-Fons ha iniziato i suoi studi musicali in giovane età. A cinque anni inizia a suonare il pianoforte, poi è passato alla chitarra classica all'età otto anni e poi verso il contrabbasso all'età di 16 anni. Ha studiato musica presso il Conservatorio di Parigi con l'insegnante François Rabbath, che gli ha insegnato, in particolare, le tecniche dell'arco.
Garcia-Fons è stato fortemente influenzato dal suo mentore, il bassista François Rabbath.
Ha iniziato a suonare jazz nel gruppo del trombettista Roger Guérin, e successivamente con molti altri: orchestre sinfoniche, gruppi jazz e un trio. Nel 1987-93 fa parte de L'Orchester de Contrebasses. È rimasto con loro per sei anni, anche con l'orchestra nazionale di Jazz diretta da Claude Barthélémy. Enja Records ha pubblicato il suo primo album di debutto Légendes (1992). 
Alboreá (1995) è stato il suo prossimo album, con la partecipazione di Jean-Louis Matinier (fisarmonica), Jacques Mahieux (batteria) e Yves Torchinsky (basso).
Il suo terzo album, Oriental Bass del 1998, è stato ben accolto dalla stampa. Successivamente con Jean-Louis Matinier pubblica l'album Fuera (1999). In molte occasioni è accompagnato da vari strumenti, tra cui la chitarra, darabouka, flauti, trombone e fisarmonica. Garcia-Fons ha collaborato con vari musicisti jazz come Jean-Louis Matinier, Michael Riessler, Sylvain Luc, Nguyên Lê e Michel Godard e ha contribuito alle registrazioni di Gerardo Núñez e con altri del Medio Oriente come Kudsi Erguner, Dhafer Youssef e Cheb Mami.

## Riconoscimenti
- Echo Jazz
  - 2013 – DVD dell'anno per Solo – The Marcevol Concert[2]

## Discografia

### Album
- 1992 – Légendes (Enja Records)
- 1995 – Alboreá (Enja Records)
- 1995 – Suite Andalouse (Al Sur), con Pedro Soler
- 1997 – Oriental Bass (Enja Records)
- 1999 – Fuera (Enja Records), con Jean-Louis Matinier
- 2000 – Acoustic Songs (Label Hopi), con Gérard Marais
- 2001 – Navigatore (Enja Records)
- 2004 – Entremundo (Enja Records)
- 2006 – Arcoluz (Enja Records)
- 2009 – La Linea Del Sur (Enja Records)
- 2010 – Méditerranées (Enja Records)
- 2012 – Solo - The Marcevol Concert (Enja Records)
- 2013 – Beyond The Double Bass (Enja Records)[3]
- 2014 – Arcoluz, con Kiko Ruiz & Negrito Trasante
- 2017 - La vie devant soi, con David Venitucci & Stephan Caracci
- 2021 - Le Souffle des Cordes (The Breath of Strings)
- 2023 - Cinematic Double Bass - In a Spirit of Travel
- 2023 - Cinematic Double Bass - In a Jazzy Mood
- 2024 - Blue Maqam, con Solea García-Fons

### Collaborazioni
Con Dhafer Youssef
- 1999 – Malak (Enja Records), con Markus Stockhausen, Nguyên Lê, Jatinder Thakur

Con Derya Türkan

- 2014 - Silk Moon (e-motive Records)

Con Gianluigi Trovesi Nonet
- 2000 – Round About A Midsummer's Dream (Enja Records)[5]

Con Antonio Placer, Paulo Bellinati e Jorge Trasante
- 2000 – Nomades D'Ici (Le Chant du Monde)

Con Nguyên Lê
- 1997 –Three Trios (ACT Music)
- 2000 – Bakida (ACT Music)
- 2008 – Fragile Beauty (ACT Music)

Con Gerardo Núñez
- 2000 – Jazzpaña II (ACT Music)

Con Kudsi Erguner
- 2001 – Islam Blues (ACT Music)

Con David Peña Dorantes
- 2015 – Paseo A Dos (E-Motive Records)